# Victoria Cleghorn

Estandarte personal de la princesa.

Victoria Cleghorn (Honolulu, 16 de octubre de 1875 – Honolulu, 6 de marzo de 1899) fue heredera al trono del Reino de Hawái bajo el nombre de Kaʻiulani. Era conocida en todo el mundo por su inteligencia, belleza y su determinación. Durante el derrocamiento de su reino en 1893, encabezó una campaña que pretendía restaurar la monarquía dando discursos ante el Congreso, intentando convencer al Presidente de los Estados Unidos Benjamin Harrison y después a Grover Cleveland. La historia de su vida alcanzó proporciones legendarias debido a lo prematuro de su muerte.

## Primeros años de vida

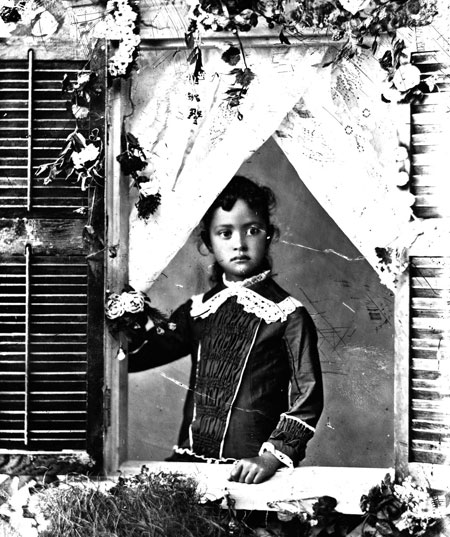
Ka'ulani de niña.

Victoria Kaʻiulani nació en Keōuha Hale, en Honolulu, en la casa de su madrina. Descendía del Gran Jefe Kepoʻokalani de Kauaʻi, primo hermano de Kamehameha El Grande por vía materna. El padre de Kaʻiulani era un financiero escocés de Edimburgo, antiguo gobernador real de Oʻahu, El Honorable Archibald Scott Cleghorn. A Kaʻiulani la llamaron Victoria por la Reina Victoria del Reino Unido, cuya ayuda devolvió la soberanía e independencia al Reino de Hawái durante el reinado de Kamehameha III. La traducción del idioma hawaiano del nombre Kaʻiulani es "el punto más alto del cielo". Al nacer, Kaʻiulani recibió como regalo la finca de ʻĀinahau (que significa Tierra Fresca) en Waikīkī por parte de su madrina, la Princesa Ruth Keʻelikōlani, a quien ella llamaba Mama Nui o Tía Ruth. Su bautismo se celebró el día de Navidad de 1875. Kaʻiulani se convirtió en la Señora de ʻĀinahau a la edad de 12 años, tras morir su madre, la princesa Likelike de Hawái (hermana de David Kalākaua y Lydia Liliʻuokalani).
A menudo y se escapaba a surfear con los muchachos de las aldeas a la mítica playa de Waikīkī, con sus olas de ocho metros. Pronto, la joven fue conocida por ellos como «la princesa surfista». Su tabla de madera se conserva hoy en día como un tesoro sagrado en el Bishop Museum, constituyendo como la última estampa del surf clásico.
En 1881, el Rey David Kalākaua intentó concertar el matrimonio de Kaʻiulani y el Príncipe Komatsu Akihito de Japón (que estudiaba por aquel entonces en Londres), con la esperanza de crear una alianza entre el Imperio del Japón y el Reino de Hawái. Sin embargo, el príncipe estaba comprometido previamente con una joven de la nobleza japonesa, Arima Yoriko.

## Educación
Puesto que la Princesa Kaʻiulani era segunda en la línea de sucesión después de su tía, mayor y sin hijos, era previsible que algún día la joven sería reina. El rey Kalākaua, la Reina Kapiʻolani, Cleghorn y la princesa hablaron de esta cuestión y se decidió que sería conveniente que la joven princesa recibiera una educación británica, después de terminar su estudios primarios en la Royal School de Honolulu. En 1889, a la edad de 13 años, Kaʻiulani marchó a Northamptonshire, Inglaterra para ser educada en la institución privada de Great Harrowden, Great Harrowden Hall. Allí destacó en sus estudios de latín, literatura, matemáticas e historia. Siguió con su formación en Inglaterra durante cuatro años, a pesar de que primeramente se dijo que sólo lo haría durante uno. Sus supervisores de Hawái habían planeado que hiciera un viaje por Europa, preparando incluso una audiencia con la Reina Victoria del Reino Unido, pero finalmente todo se canceló y partió hacia Nueva York. Allí dio varios discursos e hizo apariciones públicas denunciando la anexión de su país. Posteriormente se trasladó a Washington D. C., pero ninguna de sus negociaciones dieron frutos. El país fue anexionado.

## Derrocamiento
En su ausencia, se produjeron muchos enfrentamientos en Hawái. El rey Kalākaua falleció en 1891 y la Princesa Lydia Liliʻuokalani se convirtió en reina. Liliʻuokalani designó inmediatamente a Kaʻiulani como su sucesora, siendo Kaʻiulani la Princesa Heredera desde el 9 de marzo.
En 1893, se produjo el derrocamiento de la monarquía hawaiana. Las noticias llegaron a Kaʻiulani el 30 de enero de 1893 mediante un breve telegrama que decía: "Reina depuesta, Monarquía abolida, Den la noticia a la Princesa".
Kaʻiulani decidió actuar y viajar a los Estados Unidos al mes siguiente. Se desplazó a la ciudad de Nueva York y a Boston, donde asistió a numerosas conferencias de prensa y banquetes. Después partió a Washington D. C., donde se entrevistó con el presidente Grover Cleveland y su esposa en la Casa Blanca. Causó buena impresión y Cleveland prometió apoyar su causa. Kaʻiulani se sintió satisfecha pensando que algo saldría de ello y regresó a Inglaterra. Sin embargo, cuando Cleveland planteó el caso de Kaʻiulani al Congreso, el Senado de Estados Unidos se negó a ayudar. La situación en Hawái no mejoró y la impaciencia de Kaʻiulani era cada vez mayor. En los años siguientes, Kaʻiulani permaneció en Europa. Allí, en 1894 le llegó la noticia de que su amigo de la infancia, el famoso autor, Robert Louis Stevenson, había fallecido y que Hawái había pasado a ser una república.
Poco a poco, su salud fue empeorando, aún más cuando se enteró de la muerte de su hermanastra, Annie Pauai Cleghorn, en 1897, así como su tutor en Inglaterra, el Sr. Theophilus Harris Davies.

## Sus últimos años
Kaʻiulani regresó a Hawái en 1897. Su salud no se benefició en absoluto de regresar a un clima más cálido, puesto que había pasado más de siete años en Europa. Su estado siguió empeorando mientras luchaba por volver a aclimatarse al tiempo subtropical de las islas Hawái. A pesar de todo, continuó con sus apariciones públicas a instancias de su padre.
Kaʻiulani era famosa por el cariño que sentía por los pavos reales, que vivían en su propiedad. Por este motivo, otro nombre con el que se la conoce es el de la "Princesa Pavo Real". Se dice que cuando murió sus pavos reales gritaron durante horas, de tal modo que Archibald Cleghorn tuvo que sacrificarlos.
En 1898, mientras paseaba a caballo por las montañas de la Isla de Hawái, le pilló una tormenta que le provocó fiebre. Kaʻiulani fue trasladada de vuelta a Oʻahu donde su salud siguió deteriorándose. Falleció el 6 de marzo de 1899 a los 23 años.
Algunos nativos hawaianos creen que Kaʻiulani murió porque se le rompió el corazón, tras haber sufrido muchas pérdidas a lo largo de su vida.
Su padre dijo que pensaba que puesto que su Hawaiʻi Nei (querido Hawái) se había ido, lo propio era que Kaʻiulani también se fuera.

## Después de su muerte

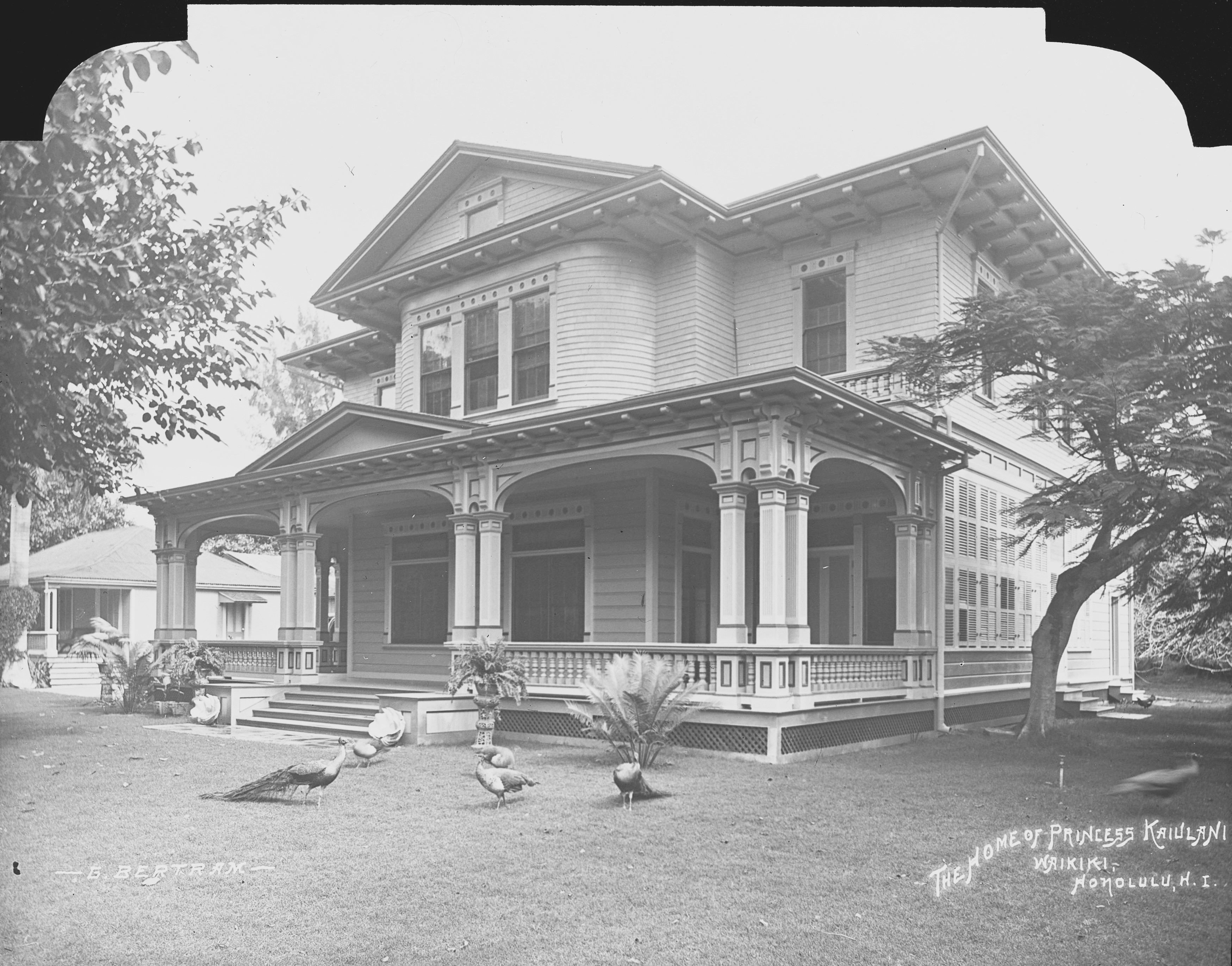
ʻĀinahau, Residencia Real de Victoria, con sus pavos reales en el césped.

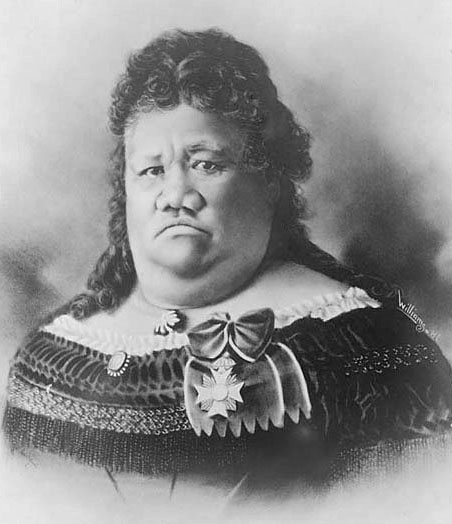
La Princesa Ruth Keʻelikōlani, madrina de Victoria, fue quien le regaló al nacer el Señorío de ʻĀinahau.

Tras su muerte, su tía, la depuesta Reina Liliʻuokalani, reconoció a otro familiar, David Kawānanakoa como heredero de la Casa Real, adoptándole. Este Aliʻi era un sobrino carnal de la Reina Kapiʻolani, su cuñada.
En 1999, se erigió una estatua de bronce obra de Jan Gordon Fisher en el triángulo del parque en las avenidas de Kanekapolei y Kuhio de Waikīkī, Honolulu.
También existe un libro sobre los primeros años de su vida, que comienza poco antes de comenzar sus estudios en Inglaterra. La autora es Ellen Emerson White y se titula 'Kaiulani, the People's Princess, Hawaii, 1889'.
Hay un hotel que lleva su nombre, el Sheraton Princess Kaiulani.
En palabras del corresponsal del Examiner, «la princesa Kaiulani es fascinante y encantadora. Su acento dice Londres, su elegancia dice París, pero su corazón dice Hawái».
Su dualidad sigue atrayendo, su fusión de dos culturas en una personalidad fascinante. Como escribió Stevenson, ella era «una rosa de dos mundos».
La actriz Q'orianka Kilcher interpretó a la princesa en el film Princess Kaiulani (2009).

## Patronazgos
- Vicepresidenta de la Cruz Roja de Hawái.[1]

## Ancestros
|  |                                                 |  |  |  |  |  |  |  |  |  |  |  |  |  |  |  |
|  | 8. William Cleghorn                             |  |  |  |  |  |  |  |  |  |  |  |  |  |  |  |
|  |                                                 |  |  |  |  |  |  |  |  |  |  |  |  |  |  |  |
|  |                                                 |  |  |  |  |  |  |  |  |  |  |  |  |  |  |  |
|  | 4. Thomas Cleghorn                              |  |  |  |  |  |  |  |  |  |  |  |  |  |  |  |
|  |                                                 |  |  |  |  |  |  |  |  |  |  |  |  |  |  |  |
|  |                                                 |  |  |  |  |  |  |  |  |  |  |  |  |  |  |  |
|  | 9. Agnes Fraser                                 |  |  |  |  |  |  |  |  |  |  |  |  |  |  |  |
|  |                                                 |  |  |  |  |  |  |  |  |  |  |  |  |  |  |  |
|  |                                                 |  |  |  |  |  |  |  |  |  |  |  |  |  |  |  |
|  | 2. El Honorable Archibald Scott Cleghorn        |  |  |  |  |  |  |  |  |  |  |  |  |  |  |  |
|  |                                                 |  |  |  |  |  |  |  |  |  |  |  |  |  |  |  |
|  |                                                 |  |  |  |  |  |  |  |  |  |  |  |  |  |  |  |
|  | 10. Alexander Nisbet                            |  |  |  |  |  |  |  |  |  |  |  |  |  |  |  |
|  |                                                 |  |  |  |  |  |  |  |  |  |  |  |  |  |  |  |
|  |                                                 |  |  |  |  |  |  |  |  |  |  |  |  |  |  |  |
|  | 5. Janet Nisbet                                 |  |  |  |  |  |  |  |  |  |  |  |  |  |  |  |
|  |                                                 |  |  |  |  |  |  |  |  |  |  |  |  |  |  |  |
|  |                                                 |  |  |  |  |  |  |  |  |  |  |  |  |  |  |  |
|  | 11. Margaret Brown                              |  |  |  |  |  |  |  |  |  |  |  |  |  |  |  |
|  |                                                 |  |  |  |  |  |  |  |  |  |  |  |  |  |  |  |
|  |                                                 |  |  |  |  |  |  |  |  |  |  |  |  |  |  |  |
|  | 1. Kaʻiulani, Princesa Heredera de Hawái        |  |  |  |  |  |  |  |  |  |  |  |  |  |  |  |
|  |                                                 |  |  |  |  |  |  |  |  |  |  |  |  |  |  |  |
|  |                                                 |  |  |  |  |  |  |  |  |  |  |  |  |  |  |  |
|  | 24. Gran Jefe Kepoʻokalani de Kauaʻi            |  |  |  |  |  |  |  |  |  |  |  |  |  |  |  |
|  |                                                 |  |  |  |  |  |  |  |  |  |  |  |  |  |  |  |
|  |                                                 |  |  |  |  |  |  |  |  |  |  |  |  |  |  |  |
|  | 12. Gran Jefe Kamanawa II de Kauaʻi             |  |  |  |  |  |  |  |  |  |  |  |  |  |  |  |
|  |                                                 |  |  |  |  |  |  |  |  |  |  |  |  |  |  |  |
|  |                                                 |  |  |  |  |  |  |  |  |  |  |  |  |  |  |  |
|  | 25. Gran Jefa Alapaʻiwahine de Kaʻū             |  |  |  |  |  |  |  |  |  |  |  |  |  |  |  |
|  |                                                 |  |  |  |  |  |  |  |  |  |  |  |  |  |  |  |
|  |                                                 |  |  |  |  |  |  |  |  |  |  |  |  |  |  |  |
|  | 6. Gran Jefe César Kaluaiku Kapaʻakea de Kauaʻi |  |  |  |  |  |  |  |  |  |  |  |  |  |  |  |
|  |                                                 |  |  |  |  |  |  |  |  |  |  |  |  |  |  |  |
|  |                                                 |  |  |  |  |  |  |  |  |  |  |  |  |  |  |  |
|  | 26. Gran Jefe Kanepawale                        |  |  |  |  |  |  |  |  |  |  |  |  |  |  |  |
|  |                                                 |  |  |  |  |  |  |  |  |  |  |  |  |  |  |  |
|  |                                                 |  |  |  |  |  |  |  |  |  |  |  |  |  |  |  |
|  | 13. Gran Jefa Kamokuiki                         |  |  |  |  |  |  |  |  |  |  |  |  |  |  |  |
|  |                                                 |  |  |  |  |  |  |  |  |  |  |  |  |  |  |  |
|  |                                                 |  |  |  |  |  |  |  |  |  |  |  |  |  |  |  |
|  | 27. Gran Jefa Uaua                              |  |  |  |  |  |  |  |  |  |  |  |  |  |  |  |
|  |                                                 |  |  |  |  |  |  |  |  |  |  |  |  |  |  |  |
|  |                                                 |  |  |  |  |  |  |  |  |  |  |  |  |  |  |  |
|  | 3. Princesa Miriam Likelike de Hawái            |  |  |  |  |  |  |  |  |  |  |  |  |  |  |  |
|  |                                                 |  |  |  |  |  |  |  |  |  |  |  |  |  |  |  |
|  |                                                 |  |  |  |  |  |  |  |  |  |  |  |  |  |  |  |
|  | 28. Gran Jefe Kepoʻokalani de Kauaʻi (= 24)     |  |  |  |  |  |  |  |  |  |  |  |  |  |  |  |
|  |                                                 |  |  |  |  |  |  |  |  |  |  |  |  |  |  |  |
|  |                                                 |  |  |  |  |  |  |  |  |  |  |  |  |  |  |  |
|  | 14. Gran Jefe ʻAikanaka de Kauaʻi               |  |  |  |  |  |  |  |  |  |  |  |  |  |  |  |
|  |                                                 |  |  |  |  |  |  |  |  |  |  |  |  |  |  |  |
|  |                                                 |  |  |  |  |  |  |  |  |  |  |  |  |  |  |  |
|  | 29. Princesa Keohohiwa de Hilo                  |  |  |  |  |  |  |  |  |  |  |  |  |  |  |  |
|  |                                                 |  |  |  |  |  |  |  |  |  |  |  |  |  |  |  |
|  |                                                 |  |  |  |  |  |  |  |  |  |  |  |  |  |  |  |
|  | 7. Gran Jefa Analea Keohokālole de Kauaʻi       |  |  |  |  |  |  |  |  |  |  |  |  |  |  |  |
|  |                                                 |  |  |  |  |  |  |  |  |  |  |  |  |  |  |  |
|  |                                                 |  |  |  |  |  |  |  |  |  |  |  |  |  |  |  |
|  | 30. Gran Jefe Kahoalani Eia de la Isla de Hawái |  |  |  |  |  |  |  |  |  |  |  |  |  |  |  |
|  |                                                 |  |  |  |  |  |  |  |  |  |  |  |  |  |  |  |
|  |                                                 |  |  |  |  |  |  |  |  |  |  |  |  |  |  |  |
|  | 15. Gran Jefa Kamaʻeokalani de la Isla de Hawái |  |  |  |  |  |  |  |  |  |  |  |  |  |  |  |
|  |                                                 |  |  |  |  |  |  |  |  |  |  |  |  |  |  |  |
|  |                                                 |  |  |  |  |  |  |  |  |  |  |  |  |  |  |  |
|  | 31. Gran Jefa Keakaula de la Isla de Hawái      |  |  |  |  |  |  |  |  |  |  |  |  |  |  |  |
|  |                                                 |  |  |  |  |  |  |  |  |  |  |  |  |  |  |  |
|  |                                                 |  |  |  |  |  |  |  |  |  |  |  |  |  |  |  |